# Жултки
Жу́лтки (пол. Żółtki) — деревня в Белостокском повете Подляского воеводства Польши. Входит в состав гмины Хорощ. Находится на правом берегу реки Нарев примерно в 12 км к западу от города Белостока. Через деревню проходит европейский маршрут E67. По данным переписи 2011 года, в деревне проживало 549 человек.
В конце XVIII века деревня входила в Гродненский повет Трокского воеводства. Имеется памятник архитектуры — бывших дом пограничной стражи, построенный около 1807 года.